# Fredericksburg (Ohio)
Pour les articles homonymes, voir Fredericksburg.
Fredericksburg est un village américain situé dans le comté de Wayne, dans l'Ohio. Selon le recensement de 2010, sa population est de 423 habitants.

## Personnalités liées à la commune
Le philosophe américain Brand Blanchard et son frère jumeau Paul sont nés à Fredericksburg en 1892, où leur père exerçait comme pasteur.